# 朱泽君
朱泽君（1963年4月—），男，广东茂名人，中华人民共和国政治人物。管理学博士，在职研究生学历。曾任增城市人民政府市长、市委书记，中共梅州市委书记和广东省工商行政管理局局长。

## 生平
1983年8月参加工作。1986年11月加入中国共产党。1989年毕业于华南师范大学政法系政治本科专业。
1997年4月，任增城市人民政府副市长。1998年3月，任中共增城市委常委、秘书长。2000年3月任增城市市长。2006年2月，任中共增城市委书记。
2010年7月任梅州市人民政府市长；2012年2月，任梅州市委书记。
2014年9月，任广东省工商行政管理局局长。2015年8月17日因涉嫌严重违纪违法被查。

## 社会兼职
- 第十次广东省党代会代表
- 广东省十一届人大代表
- 中国作家协会会员
- 中国音乐家协会会员
- 中国音乐家协会流行音乐学会理事